# Eugnesia sanguinata
Eugnesia sanguinata là một loài bướm đêm trong họ Geometridae.